# Torre Allure
La Torre Allure es el tercer edificio más alto de la ciudad de Cartagena de Indias, Se encuentra ubicado en la entrada del sector turístico de Bocagrande y tiene 190 m de altura distribuidos en 43 pisos. 
Los apartamentos están distribuidos desde el nivel 14, tienen un área desde 234m² hasta 596m² y debido al diseño único de la Torre Allure no hay dos apartamentos iguales. Estos cuentan con ventanera de piso a techo a lo largo de sus fachadas, permitiendo vistas incomparables. Los acabados y dotación de los apartamentos han sido escogidos bajo los más altos criterios de calidad y diseño.